# Jacob Sievers

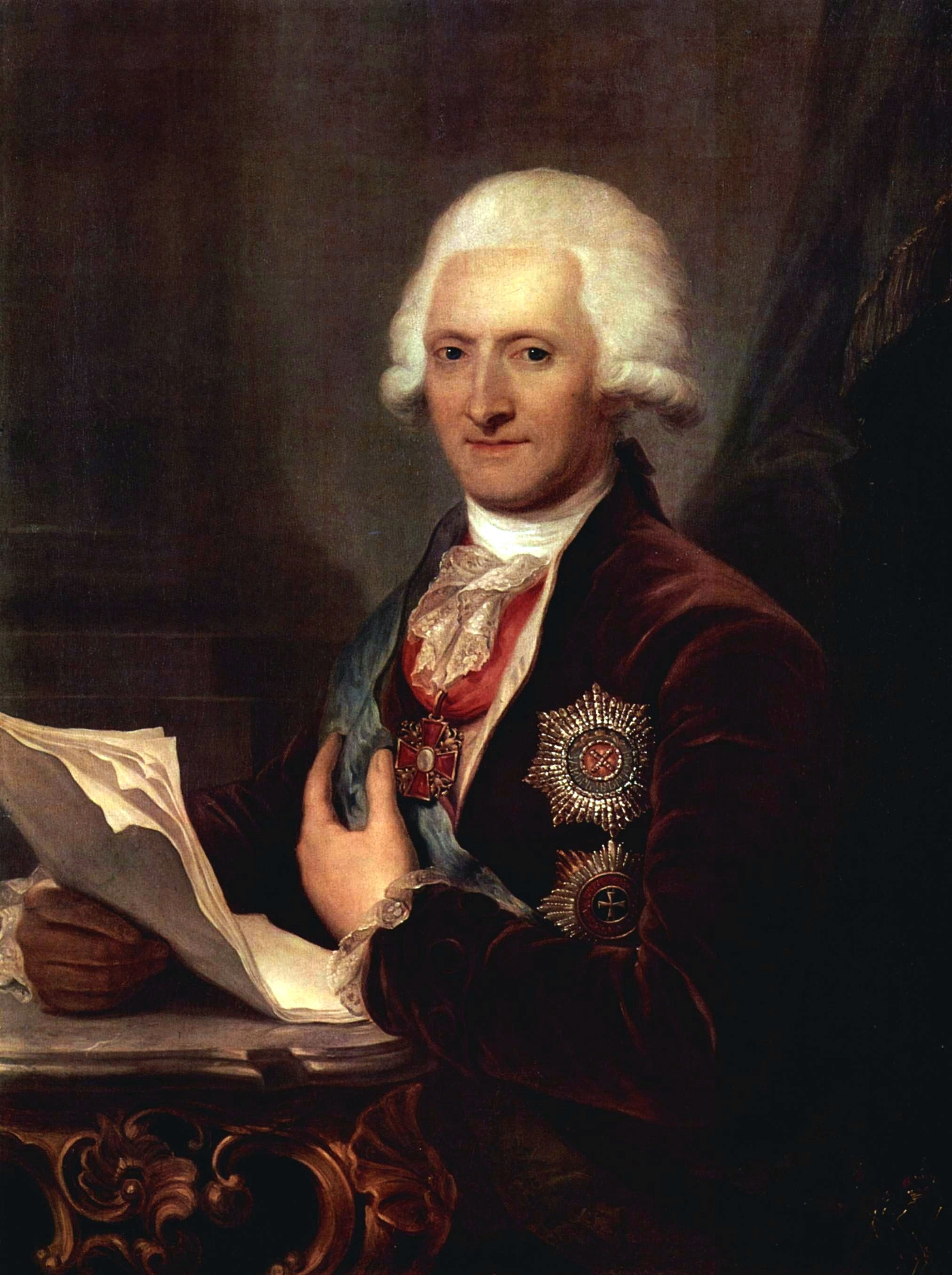
Jacob Sievers

Jacob Sievers, född 30 augusti 1731 i Wesenberg i Estland, död 23 juli 1808 i Bauenhof vid Wolmar i Livland, var en rysk (balttysk) greve, statsman und reformator. 
Under sjuårskriget 1756 - 1763 tjänstgjorde Sievers som generalkvartermästare för den ryska armén, varefter han 1764 utnämndes av Katarina II till guvernör över Novgorod.
Jacob Sievers införde potatisodlingen och ett ordnat postväsen i Ryssland, samt föranledde 1767 avskaffandet av tortyren. 
Baserat på Sievers' förslag infördes ståthållarförvaltningen i det ryska riket och han själv utnämndes till generalguvernör över Novgorod, Tver och Pskov. 1781 blev Sievers det ryska kejsardömets sändebud till Polen och ledde den andra och tredje delningen av detta kungarike. Tsar Paul utnämnde honom 1796 till senator och 1797 till att leda det nya departementet för vattenvägar, för att 1798 förläna honom ärftlig grevetitel. 1800 avgick Sievers ur statens tjänst. 
Sievers tilldelades bland annat Sankta Anna-orden (1767), Alexander-Nevskij-orden (1775) och Andreasorden (1793). Till Sievers' ära uppkallade Alexander I den vid Novgorod belägna Sieverskanalen.